# کوهارو کوسومی
کوهارو کوسومی (انگلیسی: Koharu Kusumi؛ زادهٔ ۱۵ ژوئیهٔ ۱۹۹۲) یک موسیقی‌دان اهل ژاپن است. وی از سال ۲۰۰۵ میلادی تاکنون مشغول فعالیت بوده‌است.